# Carabus caelatus
Carabus caelatus је инсект из реда тврдокрилаца (Coleoptera) и породице трчуљака (Carabidae).
Живи искључиво у Европи, и бележен је у Италији, Албанији, Аустрији (спорно) и свим бившим југословенским републикама. У Србији је бележен само у западној половини земље.